# Walter Noddack
Walter Noddack (ur. 17 sierpnia 1893 w Berlinie, zm. 7 grudnia 1960 tamże) – chemik niemiecki, wraz z Idą Tacke i Otto Bergiem w 1925 roku ogłosili wykrycie nowego pierwiastka o liczbie atomowej 75, odkrycie potwierdzili w 1928 roku dzięki wyizolowaniu 1 grama nowego pierwiastka z 660 kg molibdenitu. Uczeni nazwali odkryty pierwiastek rhenium, czyli „Ren” (rzeka w Niemczech).

## Życiorys

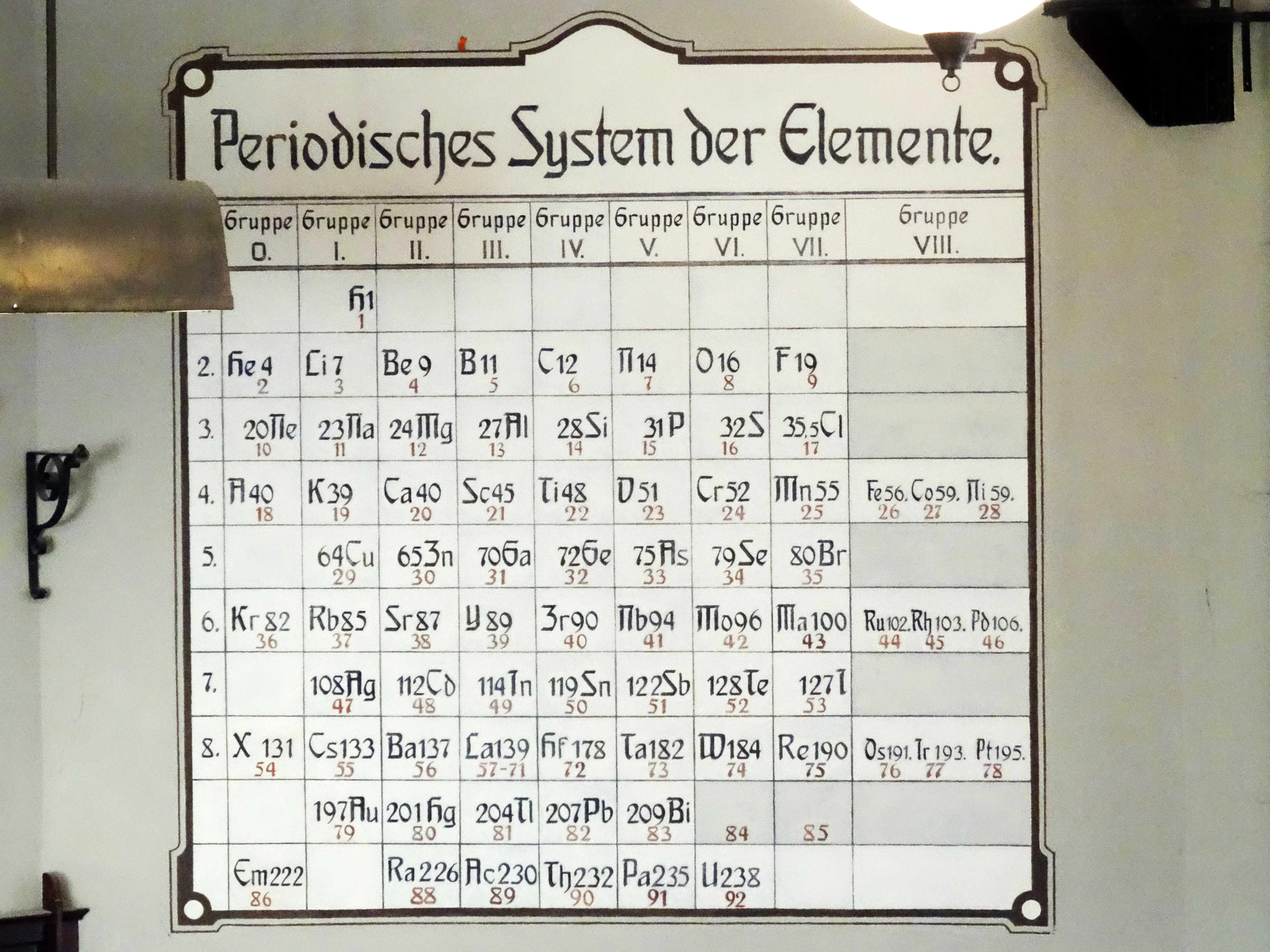
Odrestaurowany niemiecki układ okresowy z lat 1904–1945 w audytorium Wydziału Chemicznego Politechniki Gdańskiej. Jest na nim umieszczony pierwiastek 43, masurium (Ma), opisany w 1925 roku przez naukowców niemieckich

Obecnie Noddacka, Tacke i Berga powszechnie uznaje się za odkrywców pierwiastka o licznie atomowej 75 (renu), choć w 1908 roku pierwiastek ten opisał japoński chemik Masataka Ogawa, przypisał mu jednak błędną liczbę atomową 43. Ogawa nazwał odkryty pierwiastek „nipponium (Np)”.
W roku 1925 bombardując minerał kolumbit ([(Fe, Mn)(Nb, Ta)2O6]) elektronami zespół Noddacka wykrył, dzięki dyfrakcji promieniowania rentgenowskiego, obecność pierwiastka o liczbie atomowej 43, który uczeni nazwali masurium (od nazwy regionu Mazury, wówczas w Prusach Wschodnich). Eksperyment budził wątpliwości, ponieważ wyraźny sygnał wystąpił jedynie na 28 widmach z 1000 zarejestrowanych (dodatkowo na 70 otrzymano niejednoznaczny sygnał). Eksperymentu nie udało się powtórzyć, a nowego pierwiastka nie udało się wyizolować. Ostatecznie pierwiastek o liczbie atomowej 43 został otrzymany w 1937 roku przez Emilio Gino Segrè i Carlo Perriera. Został on nazwany technetium (początkowo uznano, że można go otrzymać jedynie sztucznie, technet wykryto w przyrodzie w 1961 roku).